# 攻克维也纳奖章

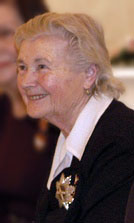
战时海军陆战队军医Ekaterina Mikhailova-Demina，攻克维也纳奖章获得者

攻克维也纳奖章 (俄语：Медаль «За взятие Вены») 是苏联在1945年6月9日由苏联最高苏维埃主席团应苏联国防人民委员部的请求而颁令设立的一种战役奖章，以嘉许及认可苏联军民在维也纳战役中对纳粹德国军队的英勇战斗。有约76万军民获得此奖章。此奖章的章程在1980年7月18日被苏联最高苏维埃主席团№ 2523-X法令修定。

## 颁授情况
攻克维也纳奖章授予所有直接参与英雄突击和攻占维也纳的苏联红军、红海军和内务人民委员部所属部队的官兵，以及参与维也纳攻势的作战行动组织者领导者。 
此奖章是以苏联最高苏维埃主席团的名义，根据证明实际参与了攻克维也纳的文件而颁发。现役人员的奖章由其所在部队指挥官颁授，退役人员从社区所在的区域、城市或地区军事委员处获得其奖章。
攻克维也纳奖章佩戴在左胸，当存在其他苏联勋章奖章时，应配戴在攻克柯尼斯堡奖章之后，攻克柏林奖章之前。如果佩戴了其它俄罗斯联邦勋章或奖章，则后者具有优先权。

## 奖章制式
奖章为圆形，直径32㎜，由黄铜制成。正面上方是五角星，中间铭文为：ЗА ВЗЯТИЕ ВЕНЫ（攻克维也纳），下方为月桂树枝。奖章正面边缘镶有边框。背面上方是一颗五角星，下面是攻克维也纳的日期：13 апреля 1945（1945年5月13日）。所有铭文和图案为浮雕。